# Eagle (chanson)
Pour les articles homonymes, voir Eagle.
Singles de ABBA
Take a Chance on Me
(1978) Summer Night City
(1978)
Clip vidéo
[vidéo] « Eagle », sur YouTube
Eagle est une chanson du groupe de pop suédois ABBA. Elle est parue sur le cinquième album studio du groupe, ABBA: The Album et sortie en mai 1978 en tant que troisième et dernier single de l'album. Eagle n'est sortie que dans un nombre limité de pays en tant que single et en France en tant que double face A avec Thank You for the Music. La sortie en single de Eagle aux États-Unis sur le label Atlantic Records a été annulée peu après sa mise en vente dans ce pays.
Eagle, dans sa version album, est la chanson la plus longue enregistrée par le groupe avec une durée à 5 minutes et 51 secondes,, soit une seconde de plus que The Day Before You Came (1982).

## Liste des titres
| A. | Eagle                   | 4:23 |
| B. | Thank You for the Music | 3:48 |

## Crédits
ABBA
- Agnetha Fältskog – chant principal
- Anni-Frid Lyngstad – chœurs
- Benny Andersson – claviers, synthétiseurs, chœurs
- Björn Ulvaeus – guitare, chœurs

Musiciens additionnels et production
- Janne Schaffer – guitare
- Lasse Wellander – guitare
- Rutger Gunnarsson – basse
- Ola Brunkert – batterie
- Malando Gassama – percussion

## Classements
| Classement (1978)                      | Meilleure position |
| -------------------------------------- | ------------------ |
| Allemagne de l'Ouest (Media Control)   | 6                  |
| Australie (Kent Music Report)          | 82                 |
| Autriche (Ö3 Austria Top 40)           | 17                 |
| Belgique (Flandre Ultratop 50 Singles) | 2                  |
| France (IFOP)                          | 16                 |
| Israël (IBA)                           | 3                  |
| Nouvelle-Zélande (Listener)            | 41                 |
| Pays-Bas (Nederlandse Top 40)          | 4                  |
| Pays-Bas (Nationale Hitparade)         | 7                  |
| Suisse (Schweizer Hitparade)           | 7                  |

| Classement (1978)                    | Position |
| ------------------------------------ | -------- |
| Allemagne de l'Ouest (Media Control) | 33       |
| Belgique (Flandre Ultratop)          | 24       |
| Pays-Bas (Nederlandse Top 40)        | 60       |
| Pays-Bas (Nationale Hitparade)       | 67       |